# Ярослав Кубера
Ярослав Кубера (чеськ. Jaroslav Kubera, 16 лютого 1947, Лоуни — 20 січня 2020, Усті-над-Лабем) — чеський політик, з листопада 2018 — Голова Сенату Парламенту Чеської республіки, член Громадянської демократичної партії. 1994—2018 — був мером міста Теплиці, спочатку на посаді міського голови, з 2001 року на посаді приматора, з 2000 року — сенатор округу № 32 — Теплиці. Був головою Комітету з конституційно-правових питань Сенату Парламенту Чеської Республіки, а з 2016 року — заступником Голови Сенату.
Як політичний діяч, він був дуже активним, відомий жартівливими та часто суперечливими заявами за які потрапляв до числа часто цитованих членів парламенту. Також був відомий як пристрасний курець. З 1967 по 1968 рік був членом Комуністичної партії.

## Особисте життя
Вивчав математику в Університеті Масарика в Брно та зовнішню торгівлю в Економічному університеті Праги, але не закінчив університетського навчання. З 1967 по 1969 р. Працював у Sklo Union в Тепліце, з 1969 по 1990 рік в Elektrosvit Teplice, з 1990 по 1994 рік секретарем муніципального офісу в Теплицях, з 1994 року — професійний політик.
20 січня 2020 року Кубера раптово помер. Днями перед цим Кубера виступав на з'їзді своєї партії, не маючи проблем зі здоров'ям.
Коли він під'їхав машиною до свого офісу, йому стало зле, його вперше перевезли до лікарні в Теплицях, далі перевели до Усті-над-Лабем, де він помер. Причиною смерті є зупинка серця. [джерело?]

## Політика
- 1994—1998, 1998—2001 рр. Міський голова Теплиць
- 2001—2002, 2002—2006, 2006—2010, 2010—2014, 2014—2018 — міський голова Теплиць
- 19 листопада 2000 р. — 19 листопада 2006 р. Сенатор у парламенті Чехії для виборчого округу Теплиці[11]
- 28 жовтня 2006 р. — 28 жовтня 2012 р. Сенатор у парламенті Чехії для виборчого округу Теплиці[12]
- з 20 жовтня 2012 року сенатор у парламенті Чехії для виборчого округу Теплиці[13]
- з 8 жовтня 2016 року представник регіону Усті[14]
- з 16 листопада 2016 року віцепрезидент сенату парламенту Чехії
- з 14 листопада 2018 р. — 20 січня 2020 р. Президент Сенату Парламенту Чеської Республіки

## Політичні заяви та дії
Ярослав мав специфічне почуття гумору, в багатьох його пропозиціях не було відразу зрозуміло, чи він говорить серйозно, чи жартує. Він запропонував запровадити безумовний щомісячний дохід розміром 270 тис. крон (зі скасуванням неоподатковуваної компенсації), боровся за захист прав курців.
В ОРС він був одним із сильних критиків Лісабонського договору та євроскептиків.
Наприкінці липня 2005 р. Він опинився в першій десятці найбільш цитованих чеських політиків, особливо коли коментував відмову Сенатом щодо внесення змін до закону про куріння.
Серед найбільш цитованих політиків з'явилася навесні 2006 року, коли він прокоментував відмову Сенатом від Трудового кодексу та намір Сенату зняти майбутню заборону на обгін для всіх вантажних автомобілів.

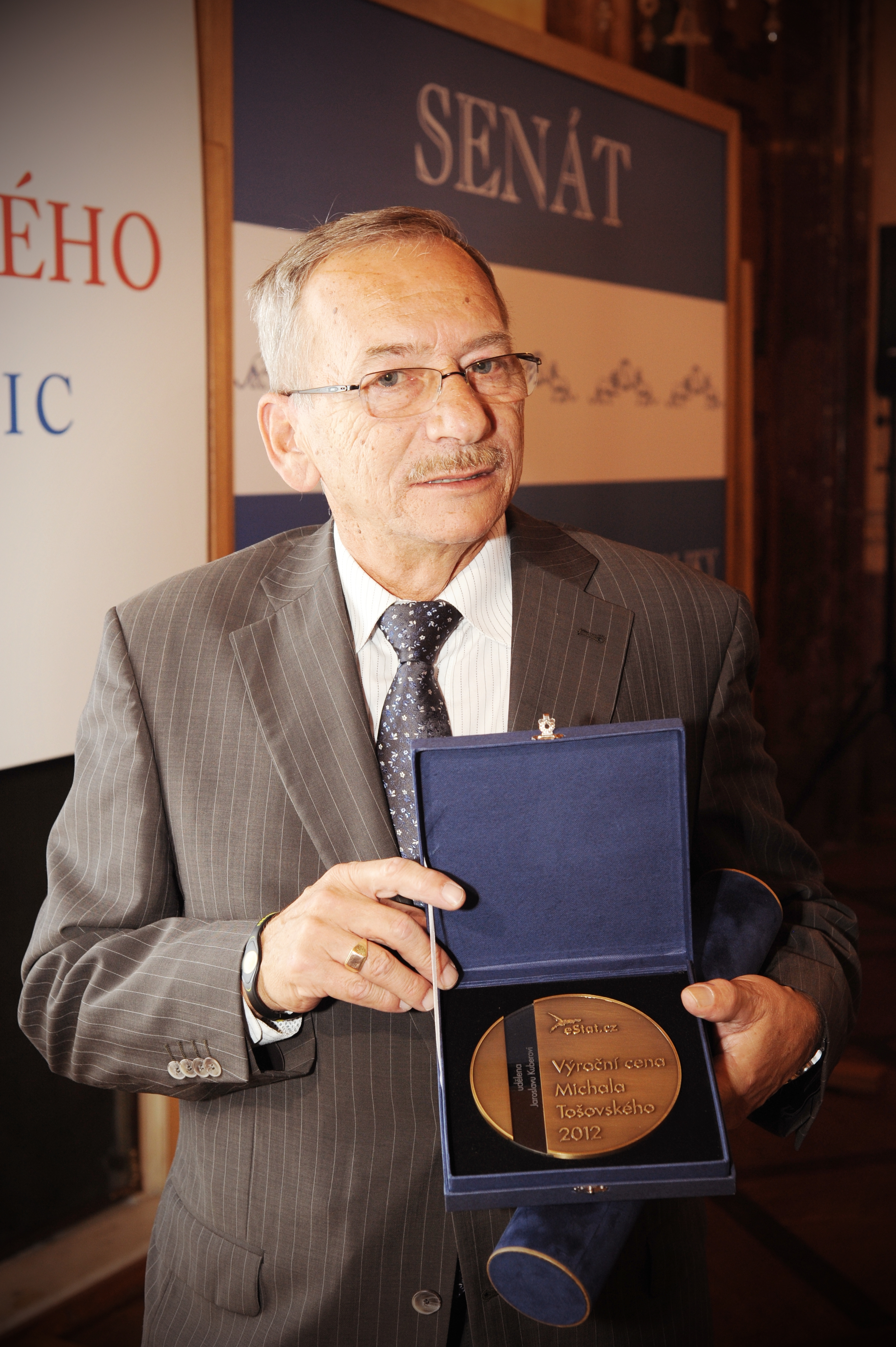
Ярослав Кубера 2012 року, після отримання антибюрократичною премії Міхала Тошовського

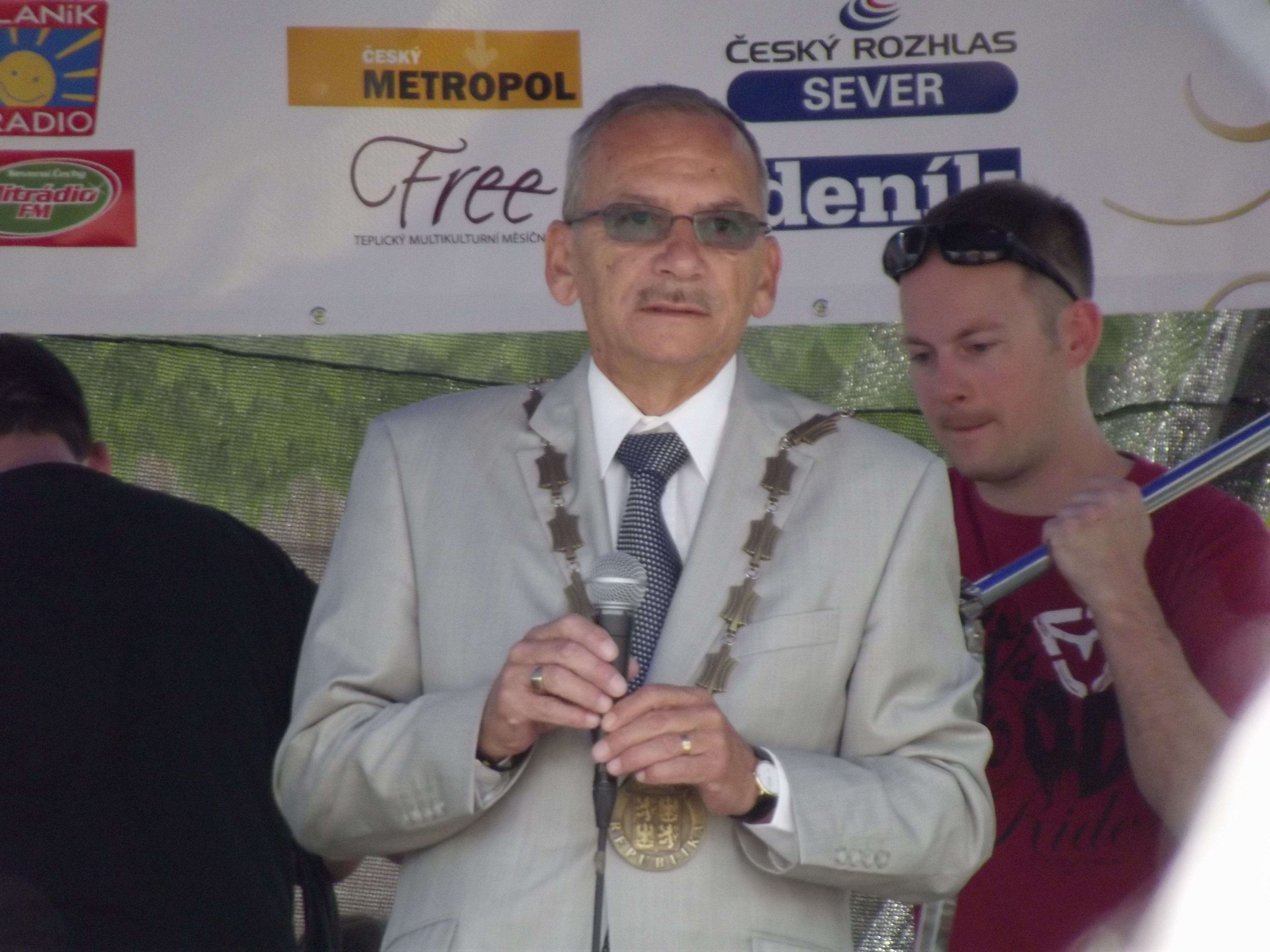
Кубера на церемонії відкриття 858-го курортного сезону в Теплицях

2006 підтримав нову ініціативу з автомобільного руху WantZmenu.cz, яка закликала зменшити штрафні санкції за різні дорожні правопорушення, будівництво швидкісної дороги R35 (з 2016 року позначено автодорогою D35) та збільшення максимальної швидкості на автомагістралях до 140—160 км/год.
Того ж року він отримав негативну нагороду від «Зеленої землі» за відмову приймати до розгляду петицію щодо автомобільної дороги D43, яку підписали близько 35 000 людей.
2006 Literární noviny опублікували дискусію Кубера з Йозефом Вакуліком про бюджетування податків. У той час, як Вакулік наполягав на зміні коефіцієнтів розподілу державних субсидій на користь менших муніципалітетів, Кубера виступав за пошук шляхів збільшення прямих доходів муніципалітетів, наприклад, замінивши податок на нерухомість та різні місцеві податки на житловий податок Він також зазначив, що в Чехії муніципалітети є занадто маленькими.
Аналізуючи підхід до фемінізму в чеських ЗМІ з квітня 2004 р. по квітень 2005 р., він опинився серед 8 особистостей, які виступають проти фемінізму.
У середині липня 2007 року він прокоментував заяви сенатора Ліани Яначкової щодо циган, протидії дискримінації, покарання за дитячу порнографію. У дебатах у сенаті 18 липня 2007 р. Кубера заявив: «Ми керувалися не тим, що не хотіли покарання. Навіть депутати мають свої проблеми й бояться, що хтось, хто голосує проти, буде згаданий як педофіл у ЗМІ».
У 2007 році він був головним ініціатором внесення змін до Закону про дорожній рух, який скасовує відповідальність власників сусідніх об'єктів нерухомості за збитки, спричинені дефектами дорожнього покриття тротуару і фактично скасовував їх традиційне зобов'язання забезпечити зимове утримання бруківки.
Незважаючи на застереження, він підтримав пропозицію про новий Кримінальний кодекс 2009 року, вітаючи, зокрема, запровадження альтернативних покарань, таких як домашній арешт та електронний браслет.
Після виборів до Палати депутатів у 2013 році він закликав партію налагодити співпрацю з непарламентською Партією вільних громадян.
На муніципальних виборах 2014 року він захищав посаду представника Теплиць, очолюючи кандидата в ГДП. Партія перемогла на виборах у місті (26,74 % голосів, 8 місць), уклала коаліцію з ЧСДП та ТОР 09, а в листопаді 2014 року Ярослав Кубера вшосте став мером Теплиць.
На регіональних виборах 2016 року його обрали представником регіону Усті від ГДП. Спочатку він посів 55 місце у списку кандидатів, але опинився на другому місці завдяки голосуванню. Після виборів до сенату парламенту Чехії у 2016 році він став віцепрезидентом сенату парламенту Чеської Республіки, отримавши 59 голосів від 78 присутніх сенаторів 16 листопада 2016 року. У той же час він пішов у відставку з посади голови Громадянської демократичної партії (ОДС) Кауку і його замінив Мілош Вистрчіл.
У липні 2017 року він оголосив, що отримав необхідну кількість підписів у Сенаті за кандидатуру президента, але все ж не балотувався. На виборах до сенату парламенту Чехії 2018 року захищав мандат сенату в окрузі № 32 — Теплиці для ГДП. Маючи 41,81 % голосів, він виграв перший тур виборів, а у другому турі він бився з безпартійним сенатором 21 Зденеком Бергманом . Він переміг його на 55,60 %: 44,39 % і залишився сенатором.
У муніципальних виборах у 2018 році, був кандидатом у лідери ГДП до міської ради Теплиць. Переможець утворив коаліцію з третім рухом YES 2011. Новим мером був обраний Ханек Ханза з ГДП. Кубера повністю присвятив себе сенатові парламенту Чехії.
14 листопада 2018 року його обрали президентом Сенату парламенту Чеської Республіки, він замінив на цій посалі Мілана Штеха. Він переміг у другому турі з 46 голосами. У першому раунді його опонентом став Ян Хорнік.

## Акторський досвід
Коли директор Ондрей Троян 2017 року він зняв фільм «Томан» про долю Зденека Томана, керівника департаменту зовнішньої розвідки в СРСР у 1945—1948 роках, Кубер зіграв роль президента Едварда Бенеса. Це був його перший акторський досвід.